# Eric Jubb
Eric Jubb (Toronto, 17 gennaio 1931) è un ex nuotatore canadese.
Ha gareggiato nei 100 metri dorso maschile ai Giochi della XIV Olimpiade, che si tennero a Londra nel 1948.